# Катастрофа Boeing 707 під Абіджаном
Катастрофа Boeing 707 під Абіджаном — велика авіаційна катастрофа, що сталась в ніч на суботу 3 січня 1987 року. Пасажирський авіалайнер Boeing 707-379C бразильської авіакомпанії VARIG виконував регулярний пасажирський рейс RG797 за сполученням Абіджан—Ріо-де-Жанейро, але через 20 хвилин після зльоту з аеропорту імені Фелікса Уфуе-Буаньї в Абіджані, коли літак знаходився в парі сотень кілометрів на захід від міста в кабіні пілотів неочікувано залунала сигналізація пожежі у першому двигуні (зовнішній лівий). Літак перенаправили назад в Абіджан, але він в пав неподалік поселення Акуре, у 18 км від міста. З усіх 51 особи (39 пасажирів і 12 членів екіпажу), що знаходились на борту, спочатку вижило 3. У той же день один з пасажирів, що вижив на місці катастрофи, помер від отриманих травм. За 4 дні від травм помер ще один пасажир-британець. Вижив лише професор фізкультури Неуба Єссох (фр. Neuba Yessoh) з університету Кот-д'Івуару. Усього ж загинули 50 людей.
На момент подій це була найбільша авіакатастрофа в Кот-д'Івуарі (у 2000 році його перегнала катастрофа A310 під Абіджаном (169 загиблих)).

## Розслідування
У підсумковому звіті з розслідування події було зазначено, що до катастрофи призвела не одна причина, а поєднання цілого ряду факторів, у тому числі: старий літак, який проходив нерегулярне технічне обслуговування; малодосвідчений другий пілот, погана взаємодія між членами екіпажу у кабіні. Також до катастрофи могла призвести ймовірна відмова приладів. Так знайдений серед уламків висотомір показував 1700 футів (520 м), тоді як катастрофа сталася на висоті 30 футів (9,1 м), а отже, несправні висотоміри могли ввести екіпаж в оману щодо їх фактичної висоти над землею.